# Malachov, Banská Bystrica
Malachov este o comună slovacă, aflată în districtul Banská Bystrica din regiunea Banská Bystrica. Localitatea se află la altitudinea de 464 m deasupra n.m., se întinde pe o suprafață de 6,27 km2 și în 2017 număra 1.095 de locuitori.

## Istoric
Localitatea Malachov este atestată documentar din 1327.

## Demografie
| An:                | 1994 | 2004    | 2014    | 2024   |
| ------------------ | ---- | ------- | ------- | ------ |
| Număr de persoane: | 817  | 918     | 1081    | 1132   |
| Diferență:         |      | +12,36% | +17,75% | +4,71% |

| An:                | 2023 | 2024   |
| ------------------ | ---- | ------ |
| Număr de persoane: | 1133 | 1132   |
| Diferență:         |      | −0,08% |